# Edmond Mouche

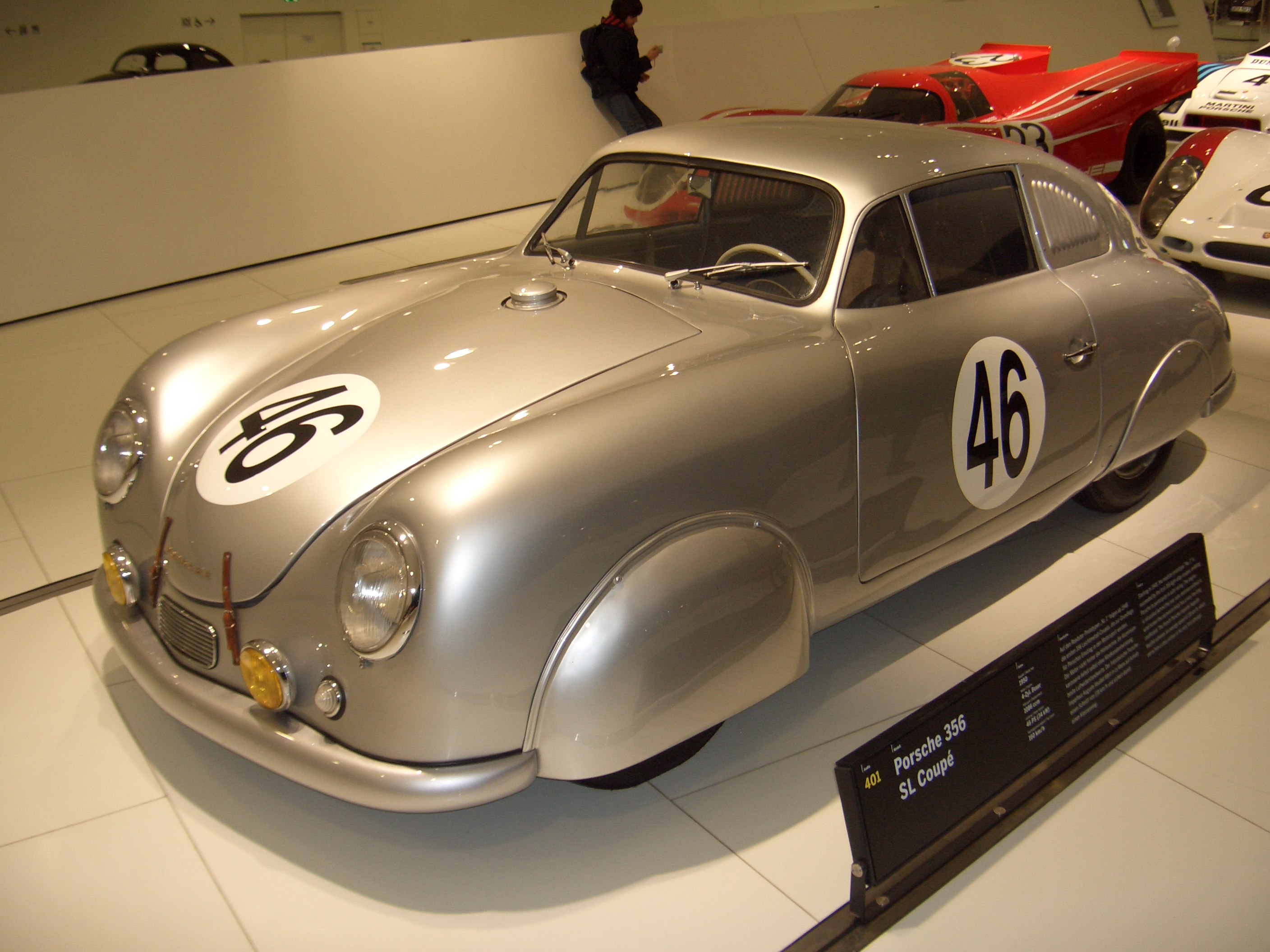
Der erste Porsche-Le-Mans-Rennwagen. Das 356/4 SL Coupe mit der Startnummer 46 wurde von Auguste Veuillet und Edmond Mouche 1951 gefahren. Die beiden Franzosen erreichten den 20. Rang in der Gesamtwertung und gewannen die Rennklasse für Fahrzeuge bis 1,1-Liter-Hubraum.

Edmond Victor Mouche (* 4. September 1899 in Étival-lès-le-Mans; † 12. Mai 1989 in Paris) war ein französischer Autorennfahrer.

## Karriere
In der Le-Mans-Geschichte von Porsche nimmt Edmond Mouche einen besonderen Platz ein. Mouche war Anfang der 1950er-Jahre nicht nur als Rennfahrer aktiv, sondern auch eng mit dem ersten Porsche-Generalimporteur Frankreichs, Auguste Veuillet, befreundet. Charles Faroux, einer der Gründungsväter des Rennens in Le Mans, stand hinter dem Einsatz eines Porsche in Le Mans. 1951 gingen Mouche und Veuillet mit einem 356/4 SL Coupe ins Rennen, wurden 20. in der Gesamtwertung und gewannen ihre Rennklasse. Ein Jahr später gewannen sie erneut ihre Klasse und wurden diesmal Elfte in der Gesamtwertung.
Abseits von Le Mans und Sportwageneinsätzen ging er 1947 und 1948 bei Monopostorennen an den Start. Seine beste Platzierung war der fünfte Rang beim Grand Prix de Reims 1947.

## Statistik

### Le-Mans-Ergebnisse
| Jahr | Team                 | Fahrzeug                      | Teamkollege          | Platzierung             | Ausfallgrund    |
| ---- | -------------------- | ----------------------------- | -------------------- | ----------------------- | --------------- |
| 1949 | Auguste Veuillet     | Delage Type D 6-3 Litres      | Auguste Veuillet     | Ausfall                 | Motorschaden    |
| 1950 | Jacques Poch         | Aero Minor                    | Jacques Poch         | Ausfall                 | Unfall          |
| 1951 | Porsche KG           | Porsche 356/4 SL Coupe        | Auguste Veuillet     | Rang 20 und Klassensieg |                 |
| 1952 | Porsche KG           | Porsche 356/4                 | Auguste Veuillet     | Rang 11 und Klassensieg |                 |
| 1953 | Borgward GmbH        | Borgward Hansa 1500 Rennsport | Jacques Poch         | Ausfall                 | Motorschaden    |
| 1954 | Alexandre Constantin | Constantin Barquette          | Alexandre Constantin | Ausfall                 | Getriebeschaden |

### Einzelergebnisse in der Sportwagen-Weltmeisterschaft
| Saison | Team                 | Rennwagen                      | 1   | 2   | 3   | 4   | 5   | 6   | 7   |
| ------ | -------------------- | ------------------------------ | --- | --- | --- | --- | --- | --- | --- |
| 1953   | Borgward             | Borgward Hansa 1500 Sportcoupé | SEB | MIM | LEM | SPA | NÜR | RTT | CAP |
| 1953   | Borgward             | Borgward Hansa 1500 Sportcoupé | DNF |     |     |     |     |     |     |
| 1954   | Alexandre Constantin | Constantin Barquette           | BUA | SEB | MIM | LEM | RTT | CAP |     |
| 1954   | Alexandre Constantin | Constantin Barquette           | DNF |     |     |     |     |     |     |